# Batalla de Steenbergen
La batalla de Steenbergen, también conocida como toma de Steenbergen, tuvo lugar el 17 de junio de 1583 en la localidad de Steenbergen en el ducado de Brabante, Países Bajos Españoles (actual Países Bajos) y se saldó con una importante victoria del Ejército español de Flandes comandado por Alejandro Farnesio, duque de Parma, entonces gobernador general de los Países Bajos Españoles, sobre una fuerza formada por soldados franceses, ingleses y neerlandeses a las órdenes de Armand de Gontaut, barón de Biron, y el comandante inglés John Norreys. El enfrentamiento se produjo en el contexto de la guerra de los Ochenta Años y de las guerras de religión de Francia. La victoria de las tropas hispánicas puso final al Tratado de Plessis les Tours y Francisco, duque de Anjou, abandonó los Países Bajos a finales de junio.

## Preludio

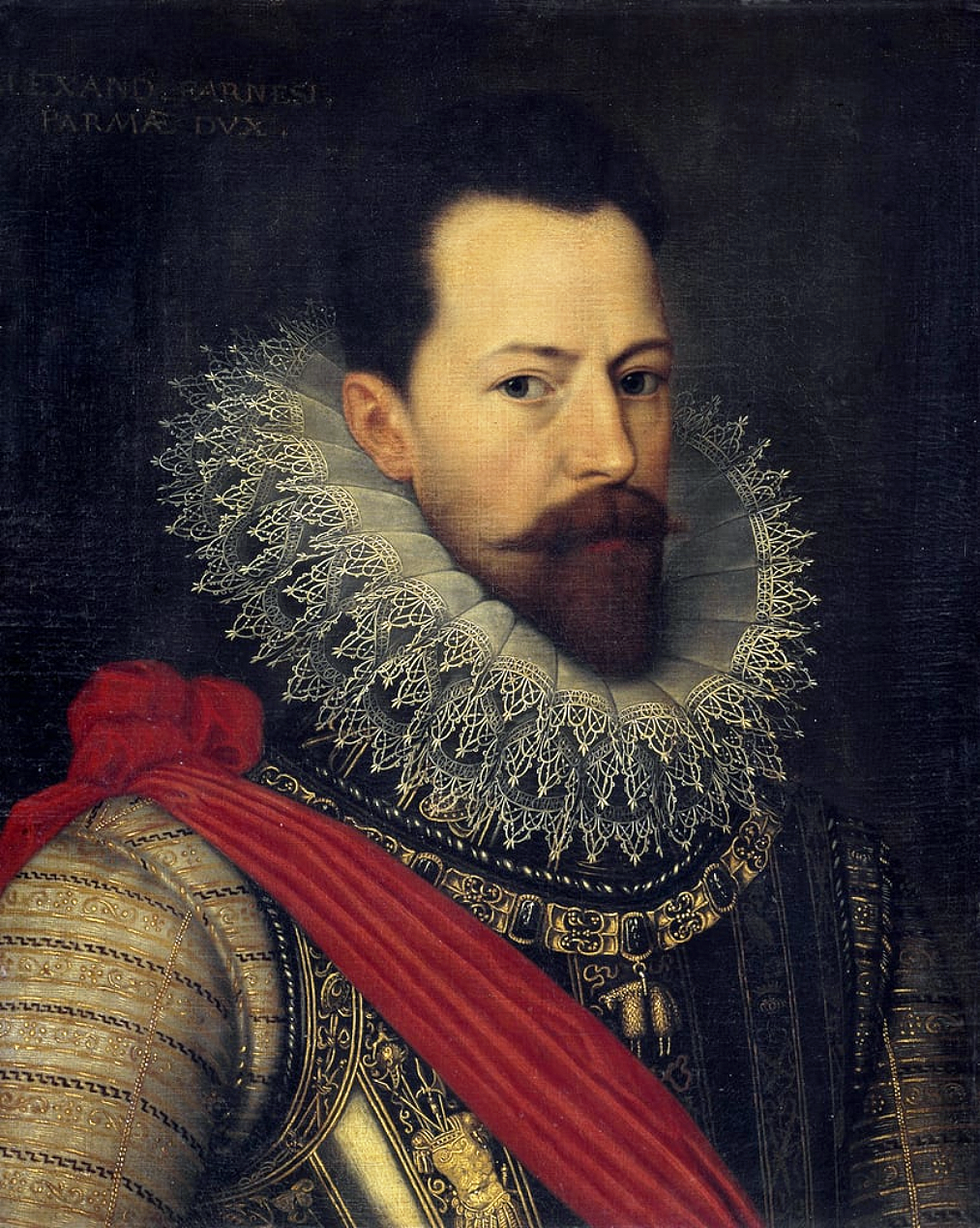
Alejandro Farnesio, duque de Parma, gobernador general de los Países Bajos Españoles, por Otto van Veen.

Después del fracaso de las tropas combinadas francesas, inglesas y neerlandesas dirigidas por Armand de Gontaut, Barón de Biron, puesto en el cargo por el príncipe Guillermo de Orange, en su intento de levantar el asedio español a Eindhoven, el comandante francés movió sus fuerzas al norte de Roosendaal, entre Breda y Bergen op Zoom, y tras varios días de sitio tomó el castillo de Wouw (Roosendaal) el 10 de mayo. Mientras tanto, el duque de Parma, con la ciudad de Eindhoven asegurada el 23 de abril, continuó su avance a través de Brabante Septentrional. Farnesio se desplazó con parte de su ejército hasta Namur mientras el resto de las tropas españolas, comandadas por Karl von Mansfeld, tomaron las localidades de Turnhout y Hoogstraten, derrotando para ello a sus pequeñas guarniciones neerlandesas, y finalmente la ciudad de Diest el 27 de mayo.
Desde su base de Namur, Farnesio avanzó para tomar la villa de Herentals, pero su asedio fue abandonado (sería tomada por los españoles en julio de 1584) y el duque de Parma continuó para enfrentarse a las fuerzas del mariscal Biron cerca de Roosendaal. Con las noticias del avance español, Biron movió su ejército hasta las afueras de Steenbergen, a medio camino de Bergen op Zoom, y allí se enfrentó con las fuerzas de la monarquía hispánica el 17 de junio.

## Batalla

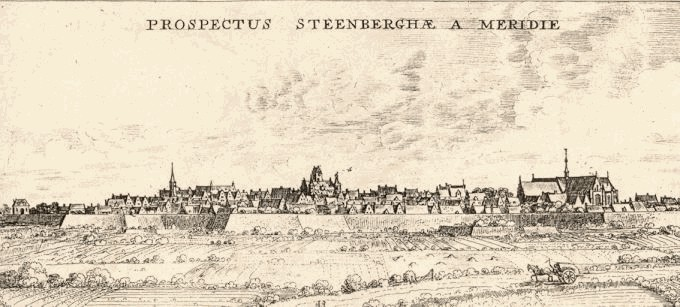
Vista de Steenbergen por un artista anónimo.

A pesar de su superioridad numérica, las tropas combinadas lideradas por el mariscal Biron y por John Norreys, que comandaba la infantería inglesa junto con el capitán galés Roger Williams, que fue el único oficial que puso orden para defenderse del ataque español, fueron literalmente barridas primero por la caballería española y después por la infantería. Las bajas del ejército combinado fueron numerosas, en parte gracias al éxito del bombardeo de los cañones dirigidos por Hernando de Acosta, teniente general de la artillería del Ejército español de Flandes, que tuvo un papel muy destacado en la batalla. Las fuerzas de Biron y Norreys sufrieron al menos 3200 bajas y los españoles capturaron casi toda su impedimenta, barriles de pólvora, 36 banderas y tres estandartes. En el bando español las bajas ascendieron a unas cuatrocientas entre muertos y heridos. El propio mariscal francés Biron, que trató de repeler el ataque español, se cayó de su caballo y se rompió una pierna.

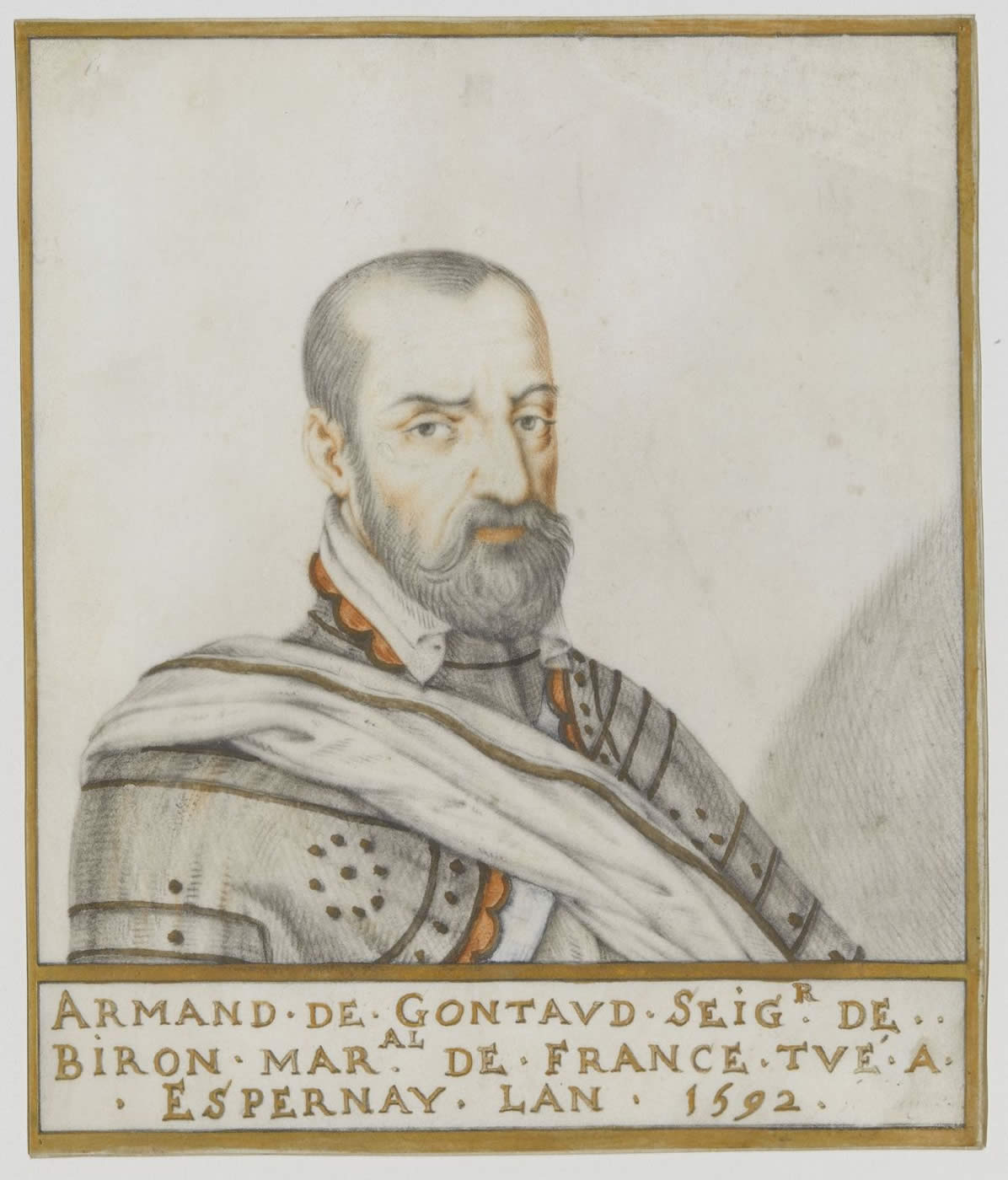
El mariscal francés Armand de Gontaut, barón de Biron, por Thierry Bellange.

El ejército combinado, que resultó virtualmente destruido, se retiró en desorden hacia la fortaleza de Bergen op Zoom y a otras localidades controladas por los rebeldes neerlandeses, gracias a lo cual los españoles tomaron Steenbergen sin mucha resistencia. Unos días después, la falta de pagas y las diferencias entre los soldados franceses (en su mayoría católicos) y las tropas protestantes inglesas y neerlandesas resultaron en la deserción de cientos de hombres de las tropas de Biron.

## Consecuencias
La batalla se saldó con una aplastante victoria española, no solo en cuanto a bajas sufridas, sino también por las consecuencias estratégicas inmediatas. La posición de Francisco, duque de Anjou y hermano del rey de Francia, le hizo imposible mantener el control de los Estados Generales de los Países Bajos y finalmente se vio obligado a marcharse a Francia a finales de junio. La derrota de las fuerzas combinadas y el final del Tratado de Plessis les Tours fueron un revés muy importante para los protestantes neerlandeses y desacreditaron a Guillermo de Orange, su principal apoyo. Por otra parte, el avance español era imparable y el duque de Parma se desplazó a Dunkerque, ciudad portuaria bloqueada por las tropas del comandante español Cristóbal de Mondragón. El 16 de julio comenzó el bombardeo y el día 23 la ciudad se rindió a las fuerzas hispánicas junto con la localidad de Nieuwpoort.
El ejército español continuó con sus movimientos. Descartó poner sitio a la ciudad costera de Ostende y en su lugar el grueso de las tropas avanzó hasta la villa de Dixmuda, la cual capituló el 1 de agosto. Mientras tanto, un destacamento español también tomó Veurne y Menen.